# ムネ製薬
ムネ製薬株式会社（ムネせいやく、英: Mune Pharmaceutical Co.,LTD.）は、兵庫県淡路市に本社を置く製薬会社。医療用（病院用）から一般用まで、多くの種類の浣腸を製造。

## 概要
ムネ製薬株式会社は、約110年の歴史を持つ。1910年（明治43年）に薬種商として現地の淡路市尾崎で開業し、1947年（昭和22年）7月に法人化。主に浣腸と痔疾薬の製造販売を行っている会社。
第二次世界大戦後より現在の温布薬の原型のはり薬『万金膏（まんきんこう）』や配置薬を主力商品としていたが、競争の激化や薬事法改正などにより現在の主力商品である浣腸薬にシフト。挿入部の長いコトブキ浣腸L(エル）や日本初となるジャバラ型浣腸『ひとおし』などを開発製造。

## 販売商品
- ナショナルブランド
  - コトブキ浣腸10（0 - 6歳未満）
  - コトブキ浣腸20（6 - 12歳未満）
  - コトブキ浣腸30（12歳 - ）
  - コトブキ浣腸40（12歳 - ）
  - コトブキ浣腸ひとおし…ジャバラ型浣腸
  - コトブキ浣腸ひとおし40…ジャバラ型浣腸・特許ノズル・業界最長クラスのロングノズル
  - コトブキ浣腸パステル30…20個入
  - コトブキ浣腸パステル40…20個入
  - コトブキ浣腸L40…介護用浣腸
  - ミカサ浣腸33
  - ミカサ浣腸40
  - アイデアル浣腸30
  - アイデアル浣腸40
  - 注入式痔疾薬ヂナンコーハイAX
  - 注入式痔疾薬ヂナンコーソフト
  - 泡ジーケア

## 沿革
- 1910年（明治43年） -  現在地で薬種商開業。
- 1947年（昭和22年） -  ムネ製薬株式会社設立。
- 1977年（昭和52年）03月 - 第一次GMP適格工場竣工。
- 1978年（昭和58年）08月 - 注入式痔疾薬『ヂナンコーS』共同開発し発売。
- 1980年（昭和61年）08月 - 注入式痔疾薬『ヂナンコーハイ』共同開発し発売。
- 1981年（昭和62年）10月 - 医療用浣腸薬『グリセリン浣腸「ムネ」』製造発売。
- 1991年（平成03年）04月 - 挿入部の長い浣腸『コトブキ浣腸L30』発売（業界初）。
- 1993年（平成05年）08月 - 『コトブキ浣腸40』発売。
- 1994年（平成06年）08月 - 挿入部の長い浣腸『コトブキ浣腸L40』発売（業界初）。
- 1995年（平成07年）01月 - 阪神・淡路大震災で工場、倉庫3棟全壊。
- 1996年（平成08年）08月 - 震災復興として第二次GMP適格工業竣工。
- 2002年（平成14年）04月 - 経営革新計画認定を受ける。
- 2003年（平成15年）04月 - 優良チャレンジ企業の認定を受ける。
- 2005年（平成17年）03月 - 平成16年度『ひょうご経営革新賞 大賞』を受ける。
- 2006年（平成18年）08月 - 新製品『コトブキ浣腸ひとおし』発売開始。
- 2007年（平成19年）02月 - 『第20回ヒット商品・話題商品賞』で話題商品賞部門の新規顧客獲得賞を受賞する。
- 2008年（平成20年）
  - 03月 - 兵庫県主催『2007年グッドデザインひょうご』でユニバーサルデザイン賞を受賞する。
  - 12月 - 赤ちゃん便秘相談QRサイト開設。
- 2010年（平成22年）
  - 09月 - 2010KANSAIモノ作り元気企業100社に掲載される。
  - 10月 - NPO法人 AMDA社会開発機構とネパールの子供病院支援で覚書交換。
- 2012年（平成24年）2月 - 業界初 クリスタルカット容器の注入式痔疾薬『ヂナンコーハイAX』発売。
  - 04月 - 非ステロイド注入式痔疾薬『ヂナンコーソフト』発売。
  - 08月 - 医療用専用に第2工場建設。
- 2014年（平成26年）
  - 11月
    - 『ひょうご仕事と生活のバランス企業表彰』を受賞する[2]。
    - 『コトブキ浣腸ひとおし』が近畿地方発明表彰において『兵庫県発明協会会長賞』を受賞[3]。
- 2015年（平成27年）05月 - 泡の力でお尻対策！泡の殺菌・消毒薬『泡ジーケア』発売。
- 2016年（平成29年） - プレミアム浣腸『コトブキ浣腸ひとおし40』発売。
- 2019年（令和元年）10月 - プレミアム浣腸『コトブキ浣腸ひとおし40』グッドデザイン賞受賞[4]。